# Renato Ribeiro (economista)
Renato Bastos Ribeiro OMM (31 de janeiro de 1944 — 20 de setembro de 2019) foi um economista e empresário brasileiro de soja do Rio Grande do Sul. Foi presidente da Companhia Jornalística Caldas Júnior de 1986 até sua venda ao Grupo Record, em 2007.
Em 2000, Ribeiro foi admitido pelo presidente Fernando Henrique Cardoso à Ordem do Mérito Militar no grau de Oficial especial.
Faleceu em 20 de setembro de 2019.